# Скален плъх
Скаленият плъх (Petromus typicus) е вид гризач единствен съвременен представител на семейство Petromuridae. Родовото име Petromus означава скална мишка и описва местообитанията на вида. На африкаанс името ме у е „Dassie rat“, в превод Даманов плъх. Това име показва приликите както на външен вид, така и по сходните местообитания с даманите, въпреки че двете групи животни нямат пряка родствена връзка. Молекулярни изследвания показват родството на вида със семейство Тръстикови плъхове (Thryonomyidae), които днес са представени от два вида.

## Разпространение и местообитание
Скалните плъхове обитават крайните югозападни части на Ангола, Намибия и северозападните райони на Северен Кейп в ЮАР. Местообитанията които обитават са скални пукнатини и кухини на каменисти пустини. Живеят в скалисти райони по хълмове и планини, където почиват на слънце под скални навеси за защита от летящи хищни птици.

## Физическа характеристика
Скалните плъхове са дребни гризачи с тегло 100 – 300 g. На дължина достига 140 – 200 mm, а опашката е 130 – 180 mm. Те имат плоски черепи с къси уши, дълги черни мустачки и жълтеникави носове. Зъбите са общо 20 на брой. Краката и ноктите са тесни като предните лапи имат четири пръста, а задните са с по пет. Космената покривка има цвят сходен със скалите, които обитават. Гръбната страна е със сивкав до жълтеникавокафяв цвят, а вентралната страна е сива или жълта. Притежават изключително гъвкав скелет, което им позволява да се промъкнат през тесни скални пукнатини за защита и подслон. Тестисите при мъжките са почти скрити в тазовата кухина и външно обикновено не се забелязват. Сукалните зърна при женските са странични и високи на ниво с раменете, което позволява на младите да сучат от двете страни, дори когато се крият в пукнатини.

## Хранене
Скалните плъхове са активни обикновено сутрин и късно следобед като тогава се хранят и се наслаждават на слънцето. Понякога търсят храна и след залез слънце, особено когато е налице ярка луна. Хранят се със зелени растителни части, семена и плодове.

## Размножаване
Чифтосването става в началото на лятото, през месеците ноември и декември. В края на декември и през януари раждат от 1 до 3 малки. Новородените минават на твърда храна след около две седмици, а биват отбити на триседмична възраст. Полова зрялост настъпва на около 9 месечна възраст.